# بطولة ويمبلدون 1998
هنا قائمة ببطولات ويمبلدون سنة 1998:

## الكبار

### فردي رجال
بيت سامبراس هزم  غوران إيفانيسوفيتش 6-7(2-7) 7-6(11-9) 6-4 3-6 6-2

### فردي سيدات
يانا نوفوتنا هزم  ناتالي تاوزيات 6-4 7-6(7-2)

### زوجي رجال
جاكو التينغ و بول هارهويس هزم  تود وودبريدج و مارك وودفورد 2-6 6-4 7-6(7-3) 5-7 10-8

### زوجي سيدات
مارتينا هينغيز و يانا نوفوتنا هزم  ليندسي دافنبورت و نتاشا زفريفا 6-3 3-6 8-6

### زوجي مختلط
ماكس ميرناي و سيرينا ويليامز هزم  ماهيش بوباثي و ميريانا لوتيتش 6-4 6-4

## الشباب

### فردي أولاد
روجيه فيدرير هزم  إيراكلي لابادزي, 6-4, 6-4

### فردي بنات
كاترينا سربوتنيكا هزم  كيم كلايجستيرس, 7-6(3), 6-3

### زوجي أولاد
روجيه فيدرير و أوليفر روخوس هزم  ميشيل لاودرا و أندي رام, 3-6, 6-4, 7-5

### زوجي بنات
إيفا ديربيرج و يلينا كوستانيتش توسيتش هزم  بترا رامبري و رودا تولاياجانوفا, 6-2, 7-6(5)